# Cerro Wila Willki
Cerro Wila Willki är ett berg i Bolivia.   Det ligger i departementet La Paz, i den centrala delen av landet, 300 km nordväst om huvudstaden Sucre. Toppen på Cerro Wila Willki är 4 561 meter över havet, eller 325 meter över den omgivande terrängen. Bredden vid basen är 6,1 km.
Terrängen runt Cerro Wila Willki är varierad. Runt Cerro Wila Willki är det glesbefolkat, med 12 invånare per kvadratkilometer.. Närmaste större samhälle är Viloco, 10,1 km nordväst om Cerro Wila Willki. 
Trakten runt Cerro Wila Willki består i huvudsak av gräsmarker.